# 대한민국 제19대 국회의원 선거
대한민국 제19대 국회의원 선거는 2012년 4월 11일 수요일에 실시된 국회의원 선거이다. 지역구 246명, 비례대표 54명 등 300명의 국회의원을 선출하였다. 2012년 5월 30일 부터 4년 임기의 제19대 국회의원을 선출한 선거로, 이 선거는 대한민국의 재외국민이 선거권을 행사할 수 있었던 최초의 선거이다. 또한 2012년 대한민국 재보궐선거, 세종특별자치시장, 세종특별자치시교육감 선거도 동시에 실시되었다.
선거 결과 새누리당 152석, 민주통합당 127석, 통합진보당 13석, 자유선진당 5석, 무소속 3석으로 나타났다.

## 선거 개요
19대 국회의원 선거는 20년만에 총선과 대선을 치르는 해이자 집권 마지막 해를 맞이한 이명박 정부에 대한 최종 평가이자 8개월 후에 있었던 18대 대선의 전초전의 성격을 지닌 중요한 선거였다.

## 선거 제도
1인 2표제로, 하나는 지역구 국회의원을 뽑는 투표지이고, 또 다른 하나는 전국구 비례대표 정당 투표지이다. 또한 299석이던 국회의원 의석에 1석이 더 늘어나 지역구 246명, 비례대표 54명으로 총 300명을 뽑게 되었다.

### 선거권과 피선거권
선거일 기준으로 만 19세 이상인 대한민국 국민(선거일의 24시에 만 19세가 되는 1993년 4월 12일 출생자를 포함한다)은 공직선거법 제18조의 결격사유에 해당되는 경우를 제외하고는 전부 선거권이 있다.
선거일 기준으로 만 25세 이상인 대한민국 국민은 공직선거법 제19조의 결격사유에 해당되는 경우를 제외하고는 국회의원 선거에 출마할 수 있는 피선거권이 있다.

### 선거구 조정
제18대 총선 선거구획정위원회가 2012년 7월 1일에 출범하는 세종특별자치시가 탄생하면서 현행 299석에서 1석 증가한 300석으로 확정했다. 경기 파주시,강원 원주시는 인구 증가으로 인해 파주시 갑을,원주시 갑을으로 분구하고 경기 이천시·여주군, 양평군·가평군은 이천시를 단독선거구으로 여주군·양평군·가평군으로 구역조정한다. 경남 사천시, 남해군·하동군은 사천시·남해군·하동군으로 통폐합되고 그리고 전남 순천시, 광양시, 담양군·곡성군·구례군, 함평군·영광군·장성군,순천시·곡성군,광양시·구례군,담양군·함평군·영광군·장성군으로 조정되고 충남 공주시·연기군은 세종특별자치시으로 출범으로 인해 충남 공주시는 단독선거구으로 분리된다. 그리고 2010년 7월 출범했던 마산시·창원시·진해시가 통합으로 창원시 의창구, 성산구·마산합포구·진해구·마산회원구으로 명칭 변경된다. 경기 수원시, 용인시 그리고 충남 천안시는 선거구 구역을 조정한다.
- 선거구 변동사항

| 지역 | 18대 국회 지역구     | 19대 국회 지역구            | 비교                          |
| ---- | -------------------- | --------------------------- | ----------------------------- |
| 경기 | 이천시·여주군        | 이천시                      | 관할구역 조정                 |
| 경기 | 양평군·가평군        | 여주군·양평군·가평군        | 관할구역 조정                 |
| 경기 | 파주시               | 파주시 갑을                 | 1석 증가                      |
| 경기 | 수원시 장안구        | 수원시 갑을병정             | 선거구 구역 조정 및 명칭 변경 |
| 경기 | 수원시 권선구        | 수원시 갑을병정             | 선거구 구역 조정 및 명칭 변경 |
| 경기 | 수원시 팔달구        | 수원시 갑을병정             | 선거구 구역 조정 및 명칭 변경 |
| 경기 | 수원시 영통구        | 수원시 갑을병정             | 선거구 구역 조정 및 명칭 변경 |
| 경기 | 용인시 처인구        | 용인시 갑을병               | 선거구 구역 조정 및 명칭 변경 |
| 경기 | 용인시 기흥구        | 용인시 갑을병               | 선거구 구역 조정 및 명칭 변경 |
| 경기 | 용인시 수지구        | 용인시 갑을병               | 선거구 구역 조정 및 명칭 변경 |
| 경남 | 사천시               | 사천시·남해군·하동군        | 선거구 통폐합                 |
| 경남 | 남해군·하동군        | 사천시·남해군·하동군        | 선거구 통폐합                 |
| 경남 | 마산시 갑을          | 창원시 마산회원구           | 명칭 변경                     |
| 경남 | 마산시 갑을          | 창원시 마산합포구           | 명칭 변경                     |
| 경남 | 창원시 갑을          | 창원시 의창구               | 명칭 변경                     |
| 경남 | 창원시 갑을          | 창원시 성산구               | 명칭 변경                     |
| 경남 | 진해시               | 창원시 진해구               | 명칭 변경                     |
| 전남 | 순천시               | 순천시·곡성군               | 구역 조정 및 1석 감소         |
| 전남 | 광양시               | 광양시·구례군               | 구역 조정 및 1석 감소         |
| 전남 | 담양군·곡성군·구례군 | 담양군·함평군·영광군·장성군 | 구역 조정 및 1석 감소         |
| 전남 | 함평군·영광군·장성군 | 담양군·함평군·영광군·장성군 | 구역 조정 및 1석 감소         |
| 충남 | 공주시·연기군        | 공주시                      | 구역 조정                     |
| 충남 | 천안시 갑            | 천안시 갑을                 | 선거구 조정 및 명칭 변경      |
| 충남 | 천안시 을            | 천안시 갑을                 | 선거구 조정 및 명칭 변경      |
| 세종 | 공주시·연기군        | 세종특별자치시              | 선거구 신설 및 명칭 변경      |
| 강원 | 원주시               | 원주시 갑을                 | 1석 증가                      |

## 정당별 후보 선출
새누리당
한나라당은 2011년 10월 26일 재보궐선거에서 야권연대에 패배하였다. 이후 2011년 12월 홍준표 대표와 지도부가 모두 사퇴하였고 비상대책위원회가 조직되었다. 박근혜 전 대표가 비상대책위원장으로 선임되었으며, 당명을 새누리당으로 개명하였고 강령과 정책 방향을 바꾸었다. 정홍원 위원장(전 국무총리)을 중심으로 한 제19대 총선을 위한 공직후보자추천위원회가 '하위 25% 컷 오프 룰'과 서울 강남 지역 현역 의원 전원교체, 비례대표 의원 강세 지역 출마 배제 등의 규칙을 도입하여 2012년 3월 중순 심사를 마쳤다. 그러나 기존 당내 세력 중 하나였던 '친이계' 다수가 공천에서 탈락하였고 여러 비판을 받기도 하였다.
야권연대
민주통합당은 시민통합당와의 합당 절차를 마무리하고 2012년 1월 중순 정당대회에서 한명숙 전 총리를 당대표로 선출하였다. 민주통합당 공천심사위원회는 지역구 여론 조사 경선을 통해 공천을 정하는 제도를 도입하였다. 또한 지역구 후보 중 최소 15%는 여성을 공천하기로 하였다.
민주통합당과 통합진보당은 정책 합의와 여론 조사 경선을 통한 후보 단일화 등으로 총선에서 연대하기로 결의하였다.

## 참여 정당
제19대 총선에는 총 14개 정당이 후보자를 등록하였다.
| 기호        | 정당             | 비고                                                                                                |
| ----------- | ---------------- | --------------------------------------------------------------------------------------------------- |
| 1           | 새누리당         | 국회의원 5명 이상 또는 18대 총선에서 정당 득표율 3% 이상을 얻은 정당은 고정기호로 배정된다.         |
| 2           | 민주통합당       | 국회의원 5명 이상 또는 18대 총선에서 정당 득표율 3% 이상을 얻은 정당은 고정기호로 배정된다.         |
| 3           | 자유선진당       | 국회의원 5명 이상 또는 18대 총선에서 정당 득표율 3% 이상을 얻은 정당은 고정기호로 배정된다.         |
| 4           | 통합진보당       | 국회의원 5명 이상 또는 18대 총선에서 정당 득표율 3% 이상을 얻은 정당은 고정기호로 배정된다.         |
| 5           | 창조한국당       | 국회의원 5명 이상 또는 18대 총선에서 정당 득표율 3% 이상을 얻은 정당은 고정기호로 배정된다.         |
| (6)         | 국민생각         | 국회의원 1명을 보유하여 우선권 있으나, 후보를 내지 않으면 변동기호로 채워진다.                      |
| 변 동 기 호 | 국가재건친박연합 | 가나다 순서로 채워진다. 무소속은 정당 후순으로 배정되며, 복수의 무소속 후보는 추첨에 따라 배정된다. |
| 변 동 기 호 | 국민의 힘        | 가나다 순서로 채워진다. 무소속은 정당 후순으로 배정되며, 복수의 무소속 후보는 추첨에 따라 배정된다. |
| 변 동 기 호 | 국민행복당       | 가나다 순서로 채워진다. 무소속은 정당 후순으로 배정되며, 복수의 무소속 후보는 추첨에 따라 배정된다. |
| 변 동 기 호 | 기독당           | 가나다 순서로 채워진다. 무소속은 정당 후순으로 배정되며, 복수의 무소속 후보는 추첨에 따라 배정된다. |
| 변 동 기 호 | 녹색당           | 가나다 순서로 채워진다. 무소속은 정당 후순으로 배정되며, 복수의 무소속 후보는 추첨에 따라 배정된다. |
| 변 동 기 호 | 대한국당         | 가나다 순서로 채워진다. 무소속은 정당 후순으로 배정되며, 복수의 무소속 후보는 추첨에 따라 배정된다. |
| 변 동 기 호 | 미래연합         | 가나다 순서로 채워진다. 무소속은 정당 후순으로 배정되며, 복수의 무소속 후보는 추첨에 따라 배정된다. |
| 변 동 기 호 | 민주통일당       | 가나다 순서로 채워진다. 무소속은 정당 후순으로 배정되며, 복수의 무소속 후보는 추첨에 따라 배정된다. |
| 변 동 기 호 | 불교연합당       | 가나다 순서로 채워진다. 무소속은 정당 후순으로 배정되며, 복수의 무소속 후보는 추첨에 따라 배정된다. |
| 변 동 기 호 | 정통민주당       | 가나다 순서로 채워진다. 무소속은 정당 후순으로 배정되며, 복수의 무소속 후보는 추첨에 따라 배정된다. |
| 변 동 기 호 | 진보신당         | 가나다 순서로 채워진다. 무소속은 정당 후순으로 배정되며, 복수의 무소속 후보는 추첨에 따라 배정된다. |
| 변 동 기 호 | 청년당           | 가나다 순서로 채워진다. 무소속은 정당 후순으로 배정되며, 복수의 무소속 후보는 추첨에 따라 배정된다. |
| 변 동 기 호 | 한나라당         | 가나다 순서로 채워진다. 무소속은 정당 후순으로 배정되며, 복수의 무소속 후보는 추첨에 따라 배정된다. |

| 기호 | 정당              |
| 1    | 새누리당          |
| 2    | 민주통합당        |
| 3    | 자유선진당        |
| 4    | 통합진보당        |
| 5    | 창조한국당        |
| 6    | 국민생각          |
| 7    | 가자!대국민중심당 |
| 8    | 친박연합          |
| 9    | 국민행복당        |
| 10   | 기독당            |
| 11   | 녹색당            |
| 12   | 대한국당          |
| 13   | 미래연합          |
| 14   | 불교연합당        |
| 15   | 정통민주당        |
| 16   | 진보신당          |
| 17   | 청년당            |
| 18   | 한국기독당        |
| 19   | 한국문화예술당    |
| 20   | 한나라당          |
| ---- | ----------------- |

### ‘한나라당’ 이름 논란
2012년 2월 13일 한나라당은 이름을 새누리당으로 바꾸었다. 이후 3월 5일 경상도 지역을 기반으로 한 군소 정당인 영남신당자유평화당이 당명을 ‘한나라당’으로 바꾸었다. ‘한나라당’이라는 이름은 환인, 환웅 등을 계승하는 것이라고 표방하였다. 새누리당에서는 당명 변경에 반발하였다.

## 정당별 주요 공약
주요 정당에서 공통적으로 일자리 창출, 복지 강화, 재벌 및 검찰 개혁 등을 기본 틀로 한 정책을 공약으로 도입하였으나, 그 방향과 정도나 조세, 한미 FTA, 해군기지 건설, 4대강 사업등에 있어서 새누리당과 야권연대가 상반되는 공약들을 내걸었다.
일자리 및 청년 정책
야권연대는 근로 시간 단축을 통한 일자리 창출 및 대기업의 청년고용의무할당제 등 일자리 나누기에 초점을 맞추었다. 정규직과 비정규직의 차별을 해소하기 위해 동일 노동 동일 임금 정책을 실현하고 차별시정제도를 도입하기로 하였다.
대기업 및 조세 정책
새누리당은 자유 시장 정책을 최대한 유지하며 대기업의 사회적 책임을 강조하였다. 내부 거래 조사의 정기화를 통한 대기업의 탈법과 불법 근절, 대기업의 무분별한 사업 진출로 인한 중소기업의 피해를 막기 위해 사업 진출 제한, 집단 소송제 확대등을 추진하기로 공약하였다. 파생상품금융거래세의 도입과 금융소득종합과세 강화에는 긍정적이지만, 법인세와 소득세율 인상 및 유류세 인하에는 반대하였다.
민주통합당과 통합진보당은 '경제 민주화'를 강조하며 대기업 및 금융에 관한 규제 강화를 위해 출자총액제한제도의 재도입과 대기업 내부의 순환 출자를 금지, 공정위 전속고발제를 폐지하기로 하였다. 산업자본 주식취득을 현행 9%에서 4%로 줄여 금산 분리를 시행하고 법인세와 소득세 최고 세율을 상향 조정하는 공약을 발표하였다. 그 외에도 금융소득종합과세와 주식양도차익과세를 강화하고 파생상품금융거래세를 도입하는데에 찬성하였다. 또한 유류세를 인하하기로 하였다.
자유선진당도 출자총액제한제의 재도입과 세금 인상, 파생상품금융거래세 도입에 찬성하지만 순환출자금지와 금융소득종합과세에는 부정적인 입장을 보였다.

## 여론조사

주요 정당의 역대 6공화국 총선 지지율 추이

2010년에 있었던 제5회 전국동시지방선거와 2011년에 있었던 재보궐선거의 여론조사가 실제 투표 결과와 크게 벗어나 예측에 빗나가자 많은 비판에 직면했다. 이를 보완하고자 많은 여론 조사 기관들이 기존 여론 조사 방식을 개선하라는 압박이 있었다.
| 기관      | 날짜             | 새누리당 | 민주통합당 | 자유선진당 | 통합진보당 | 진보신당 | 기타·무응답 |
| --------- | ---------------- | -------- | ---------- | ---------- | ---------- | -------- | ----------- |
| 리얼미터  | 2011년 12월 23일 | 31.2 %   | 30.9 %     | 2.2 %      | 6.1 %      | 1.3 %    | 28.3 %      |
| 리얼미터  | 2012년 1월 13일  | 29.5 %   | 34.7 %     | 2.4 %      | 3.2 %      | 1.8 %    | 28.5 %      |
| 리서치뷰  | 2012년 1월 29일  | 32.9 %   | 32.9 %     | 2.2 %      | 5.0 %      | 1.5%     | 25.4 %      |
| 리얼미터  | 2012년 2월 10일  | 33.9 %   | 35.8 %     | 2.4 %      | 4.2 %      | 0.8 %    | 23.0 %      |
| 리서치뷰  | 2012년 2월 29일  | 38.6 %   | 31.1 %     | 2.0 %      | 4.6 %      | 1.0%     | 22.9 %      |
| 리얼미터  | 2012년 3월 9일   | 40.3 %   | 32.7 %     | 2.3 %      | 4.8 %      | -        | 19.9 %      |
| 리얼미터  | 2012년 3월 30일  | 39.8 %   | 30.5 %     | 2.3 %      | 8.1 %      | -        | 19.3 %      |
| 리서치뷰  | 2012년 4월 6일   | 34.7 %   | 34.9 %     | 3.3 %      | 10.2 %     | 1.4 %    | 15.5 %      |
| 19대 총선 | 2012년 4월 11일  | 42.8 %   | 36.5 %     | 3.2 %      | 10.3 %     | 1.11 %   | -           |

## 출구조사
MBC, KBS, SBS의 출구 조사 결과 새누리당과 민주통합당 접전 중인 가운데 새누리당이 조금 더 우세하다고 예상하였고 야권연대는 과반에 가까울 것이라고 예상하였다. 오차는 ±2.2%~±5.1%이다.

## 선거 결과

### 투표율
제19대 총선의 전국 평균투표율은 54.2%로 집계되었다. 총 선거인수 40,205,055명 중 21,806,798명이 투표권을 행사하였다.
|        | 서울   | 부산   | 대구   | 인천   | 광주   | 대전   | 울산   | 세종   | 경기   | 강원   | 충북   | 충남   | 전북   | 전남   | 경북   | 경남   | 제주   |
| ------ | ------ | ------ | ------ | ------ | ------ | ------ | ------ | ------ | ------ | ------ | ------ | ------ | ------ | ------ | ------ | ------ | ------ |
| 제19대 | 55.5 % | 54.6 % | 52.3 % | 51.4 % | 52.7 % | 54.2 % | 55.7 % | 59.2 % | 52.6 % | 55.7 % | 54.6 % | 52.4 % | 53.6 % | 56.7 % | 56.0 % | 57.2 % | 54.7 % |
| 제18대 | 45.8 % | 42.9 % | 45.1 % | 42.5 % | 42.4 % | 45.3 % | 45.8 % | 미실시 | 43.7 % | 51.5 % | 49.3 % | 48.2 % | 47.5 % | 50.0 % | 53.1 % | 48.3 % | 53.5 % |

### 정당별 의석 수
| ↓          |            |        |            |          |  |
| 13         | 127        | 3      | 5          | 152      |  |
| 통합진보당 | 민주통합당 | 무소속 | 자유선진당 | 새누리당 |  |

정당별 의석 비율
정당별 비례대표 득표율
| 정당       | 지역구 | 비례대표 | 합계 |
| ---------- | ------ | -------- | ---- |
| 새누리당   | 127    | 25       | 152  |
| 민주통합당 | 106    | 21       | 127  |
| 통합진보당 | 7      | 6        | 13   |
| 자유선진당 | 3      | 2        | 5    |
| 무소속     | 3      | 빈칸     | 3    |
| 합계       | 246    | 54       | 300  |

### 시도별 의석 수
|      | 새누리 | 민주통합 | 통합진보 | 자유선진 | 무소속 | 합 계 |
| ---- | ------ | -------- | -------- | -------- | ------ | ----- |
| 서울 | 16     | 30       | 2        |          |        | 48    |
| 부산 | 16     | 2        |          |          |        | 18    |
| 대구 | 12     |          |          |          |        | 12    |
| 인천 | 6      | 6        |          |          |        | 12    |
| 광주 |        | 6        | 1        |          | 1      | 8     |
| 대전 | 3      | 3        |          |          |        | 6     |
| 울산 | 6      |          |          |          |        | 6     |
| 세종 |        | 1        |          |          |        | 1     |
| 경기 | 21     | 29       | 2        |          |        | 52    |
| 강원 | 9      |          |          |          |        | 9     |
| 충북 | 5      | 3        |          |          |        | 8     |
| 충남 | 4      | 3        |          | 3        |        | 10    |
| 전북 |        | 9        | 1        |          | 1      | 11    |
| 전남 |        | 10       | 1        |          |        | 11    |
| 경북 | 15     |          |          |          |        | 15    |
| 경남 | 14     | 1        |          |          | 1      | 16    |
| 제주 |        | 3        |          |          |        | 3     |

### 지역구 득표 결과
| 기호        | 정당           | 득표수     | 득표율 | 당선인 | 비고         |
| ----------- | -------------- | ---------- | ------ | ------ | ------------ |
| 1           | 새누리당       | 9,324,911  | 43.3%  | 127    |              |
| 2           | 민주통합당     | 8,156,045  | 37.9%  | 106    |              |
| 3           | 자유선진당     | 474,001    | 2.2%   | 3      |              |
| 4           | 통합진보당     | 1,291,306  | 6.0%   | 7      |              |
| 5           | 창조한국당     | 3,624      | 0.0%   |        | 정당등록취소 |
| 6           | 국민생각       | 44,379     | 0.2%   |        | 정당등록취소 |
| 변 동 기 호 | 친박연합       | 25,302     | 0.1%   |        | 정당등록취소 |
| 변 동 기 호 | 국민의 힘      | 153        | 0.0%   |        | 정당등록취소 |
| 변 동 기 호 | 국민행복당     | 18,028     | 0.1%   |        | 정당등록취소 |
| 변 동 기 호 | 기독자유민주당 | 2,241      | 0.0%   |        | 정당등록취소 |
| 변 동 기 호 | 녹색당         | 4,843      | 0.0%   |        | 정당등록취소 |
| 변 동 기 호 | 대한국당       | 887        | 0.0%   |        | 정당등록취소 |
| 변 동 기 호 | 미래연합       | 5,403      | 0.0%   |        | 정당등록취소 |
| 변 동 기 호 | 민주통일당     | 524        | 0.0%   |        | 정당등록취소 |
| 변 동 기 호 | 불교연합당     | 68         | 0.0%   |        | 정당등록취소 |
| 변 동 기 호 | 정통민주당     | 71,867     | 0.3%   |        | 정당등록취소 |
| 변 동 기 호 | 진보신당       | 101,614    | 0.5%   |        | 정당등록취소 |
| 변 동 기 호 | 청년당         | 5,569      | 0.0%   |        | 정당등록취소 |
| 변 동 기 호 | 한나라당       | 454        | 0.0%   |        | 정당등록취소 |
| 변 동 기 호 | 무소속         | 2,014,777  | 9.4%   | 3      |              |
| 총합        | 총합           | 21,545,996 |        | 246    |              |

### 비례대표 득표 결과

새누리당
민주통합당
통합진보당
자유선진당

|  | 42.80% |

|  | 36.45% |

|  | 10.30% |

|  | 3.23% |

|  | 1.20% |

|  | 1.13% |

|  | 0.85% |

|  | 0.73% |

|  | 0.63% |

|  | 0.48% |

|  | 0.43% |

|  | 0.34% |

|  | 0.28% |

|  | 0.25% |

|  | 0.22% |

|  | 0.16% |

|  | 0.16% |

|  | 0.10% |

|  | 0.09% |

|  | 0.06% |

- 새누리당
- 민주통합당
- 통합진보당
- 자유선진당

#### 지역별 비례대표 득표
| 지역 | 새누리당           | 민주통합당         | 자유선진당      | 통합진보당         | 창조한국당     | 국민생각        | 진보신당        | 기타              | 합계       |
| ---- | ------------------ | ------------------ | --------------- | ------------------ | -------------- | --------------- | --------------- | ----------------- | ---------- |
| 서울 | 1,940,259          | 1,751,344          | 96,966          | 484,735            | 19,199         | 38,030          | 67,826          |                   | 4,588,858  |
| 인천 | 477,505            | 419,474            | 29,394          | 108,099            | 5,405          | 8,643           | 13,126          |                   | 1,113,048  |
| 경기 | 2,023,650          | 1,803,369          | 103,401         | 526,118            | 24,748         | 32,644          | 49,659          |                   | 4,777,483  |
| 강원 | 340,123            | 221,750            | 12,098          | 43,655             | 2,275          | 3,814           | 4,897           |                   | 662,429    |
| 대전 | 214,784            | 210,964            | 112,262         | 56,585             | 2,754          | 2,032           | 5,742           |                   | 626,254    |
| 세종 | 12,656             | 17,638             | 10,300          | 2,446              | 199            | 184             | 272             |                   | 45,535     |
| 충남 | 294,351            | 244,722            | 164,135         | 55,001             | 2,242          | 2,975           | 5,998           |                   | 804,830    |
| 충북 | 284,141            | 233,615            | 34,468          | 49,964             | 2,483          | 2,607           | 6,323           |                   | 648,546    |
| 광주 | 31,871             | 395,915            | 5,916           | 106,911            | 2,517          | 2,648           | 6,601           |                   | 574,524    |
| 전남 | 52,495             | 576,500            | 9,591           | 122,460            | 3,595          | 12,036          | 6,132           |                   | 37,113     |
| 전북 | 73,859             | 502,359            | 10,808          | 108,475            | 2,991          | 9,907           | 11,746          |                   | 25,517     |
| 부산 | 796,959            | 493,683            | 29,214          | 130,865            | 6,722          | 11,116          | 13,824          |                   | 1,553,100  |
| 울산 | 236,155            | 120,394            | 7,588           | 77,809             | 2,197          | 2,223           | 9,711           |                   | 477,407    |
| 경남 | 772,543            | 367,775            | 22,399          | 151,226            | 5,113          | 10,525          | 21,764          |                   | 1,435,863  |
| 대구 | 676,162            | 166,557            | 20,539          | 71,617             | 4,829          | 6,305           | 9,160           |                   | 1,016,972  |
| 경북 | 812,727            | 158,113            | 16,885          | 73,282             | 3,536          | 8,319           | 6,740           |                   | 1,177,378  |
| 제주 | 90,411             | 92,951             | 4,790           | 29,157             | 1,130          | 2,233           | 3,544           |                   | 235,115    |
| 전국 | 9,130,651 (42.80%) | 7,777,123 (36.45%) | 690,754 (3.23%) | 2,198,405 (10.30%) | 91,935 (0.43%) | 156,241 (0.73%) | 243,065 (1.13%) | 1,043,887 (8.16%) | 21,332,061 |

## 당선자

### 지역구
새누리당 
 민주통합당 
 통합진보당 
 자유선진당 
 무소속 

| 시·도          | 선거구 / 당선자             | 선거구 / 당선자             | 선거구 / 당선자             | 선거구 / 당선자             |
| 서울특별시     | 종로구                      | 중구                        | 용산구                      | 성동구 갑                   |
| -------------- | --------------------------- | --------------------------- | --------------------------- | --------------------------- |
| 서울특별시     | 정세균                      | 정호준                      | 진영                        | 최재천                      |
| 서울특별시     |                             |                             |                             |                             |
| 서울특별시     | 성동구 을                   | 광진구 갑                   | 광진구 을                   | 동대문구 갑                 |
| 서울특별시     | 홍익표                      | 김한길                      | 추미애                      | 안규백                      |
| 서울특별시     |                             |                             |                             |                             |
| 서울특별시     | 동대문구 을                 | 중랑구 갑                   | 중랑구 을                   | 성북구 갑                   |
| 서울특별시     | 민병두                      | 서영교                      | 박홍근                      | 유승희                      |
| 서울특별시     |                             |                             |                             |                             |
| 서울특별시     | 성북구 을                   | 강북구 갑                   | 강북구 을                   | 도봉구 갑                   |
| 서울특별시     | 신계륜                      | 오영식                      | 유대운                      | 인재근                      |
| 서울특별시     |                             |                             |                             |                             |
| 서울특별시     | 도봉구 을                   | 노원구 갑                   | 노원구 을                   | 노원구 병                   |
| 서울특별시     | 유인태                      | 이노근                      | 우원식                      | 노회찬                      |
| 서울특별시     |                             |                             |                             |                             |
| 서울특별시     | 은평구 갑                   | 은평구 을                   | 서대문구 갑                 | 서대문구 을                 |
| 서울특별시     | 이미경                      | 이재오                      | 우상호                      | 정두언                      |
| 서울특별시     |                             |                             |                             |                             |
| 서울특별시     | 마포구 갑                   | 마포구 을                   | 양천구 갑                   | 양천구 을                   |
| 서울특별시     | 노웅래                      | 정청래                      | 길정우                      | 김용태                      |
| 서울특별시     |                             |                             |                             |                             |
| 서울특별시     | 강서구 갑                   | 강서구 을                   | 구로구 갑                   | 구로구 을                   |
| 서울특별시     | 신기남                      | 김성태                      | 이인영                      | 박영선                      |
| 서울특별시     |                             |                             |                             |                             |
| 서울특별시     | 금천구                      | 영등포구 갑                 | 영등포구 을                 | 동작구 갑                   |
| 서울특별시     | 이목희                      | 김영주                      | 신경민                      | 전병헌                      |
| 서울특별시     |                             |                             |                             |                             |
| 서울특별시     | 동작구 을                   | 관악구 갑                   | 관악구 을                   | 서초구 갑                   |
| 서울특별시     | 정몽준                      | 유기홍                      | 이상규                      | 김회선                      |
| 서울특별시     |                             |                             |                             |                             |
| 서울특별시     | 서초구 을                   | 강남구 갑                   | 강남구 을                   | 송파구 갑                   |
| 서울특별시     | 강석훈                      | 심윤조                      | 김종훈                      | 박인숙                      |
| 서울특별시     |                             |                             |                             |                             |
| 서울특별시     | 송파구 을                   | 송파구 병                   | 강동구 갑                   | 강동구 을                   |
| 서울특별시     | 유일호                      | 김을동                      | 신동우                      | 심재권                      |
| 서울특별시     |                             |                             |                             |                             |
| 부산광역시     | 중구·동구                   | 서구                        | 영도구                      | 부산진구 갑                 |
| 부산광역시     | 정의화                      | 유기준                      | 이재균                      | 나성린                      |
| 부산광역시     |                             |                             |                             |                             |
| 부산광역시     | 부산진구 을                 | 동래구                      | 남구 갑                     | 남구 을                     |
| 부산광역시     | 이헌승                      | 이진복                      | 김정훈                      | 서용교                      |
| 부산광역시     |                             |                             |                             |                             |
| 부산광역시     | 북구·강서구 갑              | 북구·강서구 을              | 해운대구·기장군 갑          | 해운대구·기장군 을          |
| 부산광역시     | 박민식                      | 김도읍                      | 서병수                      | 하태경                      |
| 부산광역시     |                             |                             |                             |                             |
| 부산광역시     | 사하구 갑                   | 사하구 을                   | 금정구                      | 연제구                      |
| 부산광역시     | 문대성                      | 조경태                      | 김세연                      | 김희정                      |
| 부산광역시     |                             |                             |                             |                             |
| 부산광역시     | 수영구                      | 사상구                      |                             |                             |
| 부산광역시     | 유재중                      | 문재인                      |                             |                             |
| 부산광역시     |                             |                             |                             |                             |
| 대구광역시     | 중구·남구                   | 동구 갑                     | 동구 을                     | 서구                        |
| 대구광역시     | 김희국                      | 류성걸                      | 유승민                      | 김상훈                      |
| 대구광역시     |                             |                             |                             |                             |
| 대구광역시     | 북구 갑                     | 북구 을                     | 수성구 갑                   | 수성구 을                   |
| 대구광역시     | 권은희                      | 서상기                      | 이한구                      | 주호영                      |
| 대구광역시     |                             |                             |                             |                             |
| 대구광역시     | 달서구 갑                   | 달서구 을                   | 달서구 병                   | 달성군                      |
| 대구광역시     | 홍지만                      | 윤재옥                      | 조원진                      | 이종진                      |
| 대구광역시     |                             |                             |                             |                             |
| 인천광역시     | 중구·동구·옹진군            | 남구 갑                     | 남구 을                     | 연수구                      |
| 인천광역시     | 박상은                      | 홍일표                      | 윤상현                      | 황우여                      |
| 인천광역시     |                             |                             |                             |                             |
| 인천광역시     | 남동구 갑                   | 남동구 을                   | 부평구 갑                   | 부평구 을                   |
| 인천광역시     | 박남춘                      | 윤관석                      | 문병호                      | 홍영표                      |
| 인천광역시     |                             |                             |                             |                             |
| 인천광역시     | 계양구 갑                   | 계양구 을                   | 서구·강화군 갑              | 서구·강화군 을              |
| 인천광역시     | 신학용                      | 최원식                      | 이학재                      | 안덕수                      |
| 인천광역시     |                             |                             |                             |                             |
| 광주광역시     | 동구                        | 서구 갑                     | 서구 을                     | 남구                        |
| 광주광역시     | 박주선                      | 박혜자                      | 오병윤                      | 장병완                      |
| 광주광역시     |                             |                             |                             |                             |
| 광주광역시     | 북구 갑                     | 북구 을                     | 광산구 갑                   | 광산구 을                   |
| 광주광역시     | 강기정                      | 임내현                      | 김동철                      | 이용섭                      |
| 광주광역시     |                             |                             |                             |                             |
| 대전광역시     | 동구                        | 중구                        | 서구 갑                     | 서구 을                     |
| 대전광역시     | 이장우                      | 강창희                      | 박병석                      | 박범계                      |
| 대전광역시     |                             |                             |                             |                             |
| 대전광역시     | 유성구                      | 대덕구                      |                             |                             |
| 대전광역시     | 이상민                      | 박성효                      |                             |                             |
| 대전광역시     |                             |                             |                             |                             |
| 울산광역시     | 중구                        | 남구 갑                     | 남구 을                     | 동구                        |
| 울산광역시     | 정갑윤                      | 이채익                      | 김기현                      | 안효대                      |
| 울산광역시     |                             |                             |                             |                             |
| 울산광역시     | 북구                        | 울주군                      |                             |                             |
| 울산광역시     | 박대동                      | 강길부                      |                             |                             |
| 울산광역시     |                             |                             |                             |                             |
| 세종특별자치시 | 세종특별자치시              |                             |                             |                             |
| 세종특별자치시 | 이해찬                      |                             |                             |                             |
| 세종특별자치시 |                             |                             |                             |                             |
| 경기도         | 수원시 갑                   | 수원시 을                   | 수원시 병                   | 수원시 정                   |
| 경기도         | 이찬열                      | 신장용                      | 남경필                      | 김진표                      |
| 경기도         |                             |                             |                             |                             |
| 경기도         | 성남시 수정구               | 성남시 중원구               | 성남시 분당구 갑            | 성남시 분당구 을            |
| 경기도         | 김태년                      | 김미희                      | 이종훈                      | 전하진                      |
| 경기도         |                             |                             |                             |                             |
| 경기도         | 의정부시 갑                 | 의정부시 을                 | 안양시 만안구               | 안양시 동안구 갑            |
| 경기도         | 문희상                      | 홍문종                      | 이종걸                      | 이석현                      |
| 경기도         |                             |                             |                             |                             |
| 경기도         | 안양시 동안구 을            | 부천시 원미구 갑            | 부천시 원미구 을            | 부천시 소사구               |
| 경기도         | 심재철                      | 김경협                      | 설훈                        | 김상희                      |
| 경기도         |                             |                             |                             |                             |
| 경기도         | 부천시 오정구               | 광명시 갑                   | 광명시 을                   | 평택시 갑                   |
| 경기도         | 원혜영                      | 백재현                      | 이언주                      | 원유철                      |
| 경기도         |                             |                             |                             |                             |
| 경기도         | 평택시 을                   | 양주시·동두천시             | 안산시 상록구 갑            | 안산시 상록구 을            |
| 경기도         | 이재영                      | 정성호                      | 전해철                      | 김영환                      |
| 경기도         |                             |                             |                             |                             |
| 경기도         | 안산시 단원구 갑            | 안산시 단원구 을            | 고양시 덕양구 갑            | 고양시 덕양구 을            |
| 경기도         | 김명연                      | 부좌현                      | 심상정                      | 김태원                      |
| 경기도         |                             |                             |                             |                             |
| 경기도         | 고양시 일산동구             | 고양시 일산서구             | 의왕시·과천시               | 구리시                      |
| 경기도         | 유은혜                      | 김현미                      | 송호창                      | 윤호중                      |
| 경기도         |                             |                             |                             |                             |
| 경기도         | 남양주시 갑                 | 남양주시 을                 | 오산시                      | 화성시 갑                   |
| 경기도         | 최재성                      | 박기춘                      | 안민석                      | 고희선                      |
| 경기도         |                             |                             |                             |                             |
| 경기도         | 화성시 을                   | 시흥시 갑                   | 시흥시 을                   | 군포시                      |
| 경기도         | 이원욱                      | 함진규                      | 조정식                      | 이학영                      |
| 경기도         |                             |                             |                             |                             |
| 경기도         | 하남시                      | 파주시 갑                   | 파주시 을                   | 용인시 갑                   |
| 경기도         | 이현재                      | 윤후덕                      | 황진하                      | 이우현                      |
| 경기도         |                             |                             |                             |                             |
| 경기도         | 용인시 을                   | 용인시 병                   | 안성시                      | 김포시                      |
| 경기도         | 김민기                      | 한선교                      | 김학용                      | 유정복                      |
| 경기도         |                             |                             |                             |                             |
| 경기도         | 광주시                      | 포천시·연천군               | 이천시                      | 여주군·양평군·가평군        |
| 경기도         | 노철래                      | 김영우                      | 유승우                      | 정병국                      |
| 경기도         |                             |                             |                             |                             |
| 강원도         | 춘천시                      | 원주시 갑                   | 원주시 을                   | 강릉시                      |
| 강원도         | 김진태                      | 김기선                      | 이강후                      | 권성동                      |
| 강원도         |                             |                             |                             |                             |
| 강원도         | 동해시·삼척시               | 속초시·고성군·양양군        | 홍천군·횡성군               | 태백시·영월군·평창군·정선군 |
| 강원도         | 이이재                      | 정문헌                      | 황영철                      | 염동열                      |
| 강원도         |                             |                             |                             |                             |
| 강원도         | 철원군·화천군·양구군·인제군 |                             |                             |                             |
| 강원도         | 한기호                      |                             |                             |                             |
| 강원도         |                             |                             |                             |                             |
| 충청북도       | 청주시 상당구               | 청주시 흥덕구 갑            | 청주시 흥덕구 을            | 충주시                      |
| 충청북도       | 정우택                      | 오제세                      | 노영민                      | 윤진식                      |
| 충청북도       |                             |                             |                             |                             |
| 충청북도       | 제천시·단양군               | 청원군                      | 보은군·옥천군·영동군        | 증평군·진천군·괴산군·음성군 |
| 충청북도       | 송광호                      | 변재일                      | 박덕흠                      | 경대수                      |
| 충청북도       |                             |                             |                             |                             |
| 충청남도       | 천안시 갑                   | 천안시 을                   | 공주시                      | 보령시·서천군               |
| 충청남도       | 양승조                      | 박완주                      | 박수현                      | 김태흠                      |
| 충청남도       |                             |                             |                             |                             |
| 충청남도       | 아산시                      | 서산시·태안군               | 논산시·계룡시·금산군        | 부여군·청양군               |
| 충청남도       | 이명수                      | 성완종                      | 이인제                      | 김근태                      |
| 충청남도       |                             |                             |                             |                             |
| 충청남도       | 홍성군·예산군               | 당진시                      |                             |                             |
| 충청남도       | 홍문표                      | 김동완                      |                             |                             |
| 충청남도       |                             |                             |                             |                             |
| 전라북도       | 전주시 완산구 갑            | 전주시 완산구 을            | 전주시 덕진구               | 군산시                      |
| 전라북도       | 김윤덕                      | 이상직                      | 김성주                      | 김관영                      |
| 전라북도       |                             |                             |                             |                             |
| 전라북도       | 익산시 갑                   | 익산시 을                   | 정읍시                      | 남원시·순창군               |
| 전라북도       | 이춘석                      | 전정희                      | 유성엽                      | 강동원                      |
| 전라북도       |                             |                             |                             |                             |
| 전라북도       | 김제시·완주군               | 진안군·무주군·장수군·임실군 | 고창군·부안군               |                             |
| 전라북도       | 최규성                      | 박민수                      | 김춘진                      |                             |
| 전라북도       |                             |                             |                             |                             |
| 전라남도       | 목포시                      | 여수시 갑                   | 여수시 을                   | 순천시·곡성군               |
| 전라남도       | 박지원                      | 김성곤                      | 주승용                      | 김선동                      |
| 전라남도       |                             |                             |                             |                             |
| 전라남도       | 나주시·화순군               | 광양시·구례군               | 담양군·함평군·영광군·장성군 | 고흥군·보성군               |
| 전라남도       | 배기운                      | 우윤근                      | 이낙연                      | 김승남                      |
| 전라남도       |                             |                             |                             |                             |
| 전라남도       | 장흥군·강진군·영암군        | 해남군·완도군·진도군        | 무안군·신안군               |                             |
| 전라남도       | 황주홍                      | 김영록                      | 이윤석                      |                             |
| 전라남도       |                             |                             |                             |                             |
| 경상북도       | 포항시 북구                 | 포항시 남구·울릉군          | 경주시                      | 김천시                      |
| 경상북도       | 이병석                      | 김형태                      | 정수성                      | 이철우                      |
| 경상북도       |                             |                             |                             |                             |
| 경상북도       | 안동시                      | 구미시 갑                   | 구미시 을                   | 영주시                      |
| 경상북도       | 김광림                      | 심학봉                      | 김태환                      | 장윤석                      |
| 경상북도       |                             |                             |                             |                             |
| 경상북도       | 영천시                      | 상주시                      | 문경시·예천군               | 경산시·청도군               |
| 경상북도       | 정희수                      | 김종태                      | 이한성                      | 최경환                      |
| 경상북도       |                             |                             |                             |                             |
| 경상북도       | 고령군·성주군·칠곡군        | 군위군·의성군·청송군        | 영양군·영덕군·봉화군·울진군 |                             |
| 경상북도       | 이완영                      | 김재원                      | 강석호                      |                             |
| 경상북도       |                             |                             |                             |                             |
| 경상남도       | 창원시 의창구               | 창원시 성산구               | 창원시 마산합포구           | 창원시 마산회원구           |
| 경상남도       | 박성호                      | 강기윤                      | 이주영                      | 안홍준                      |
| 경상남도       |                             |                             |                             |                             |
| 경상남도       | 창원시 진해구               | 진주시 갑                   | 진주시 을                   | 통영시·고성군               |
| 경상남도       | 김성찬                      | 박대출                      | 김재경                      | 이군현                      |
| 경상남도       |                             |                             |                             |                             |
| 경상남도       | 사천시·남해군·하동군        | 김해시 갑                   | 김해시 을                   | 밀양시·창녕군               |
| 경상남도       | 여상규                      | 민홍철                      | 김태호                      | 조해진                      |
| 경상남도       |                             |                             |                             |                             |
| 경상남도       | 거제시                      | 양산시                      | 의령군·함안군·합천군        | 산청군·함양군·거창군        |
| 경상남도       | 김한표                      | 윤영석                      | 조현룡                      | 신성범                      |
| 경상남도       |                             |                             |                             |                             |
| 제주특별자치도 | 제주시 갑                   | 제주시 을                   | 서귀포시                    |                             |
| 제주특별자치도 | 강창일                      | 김우남                      | 김재윤                      |                             |

### 비례대표
| #  | 새누리당 | 민주통합당 | 통합진보당 | 자유선진당 |
| 1  | 민병주   | 전순옥     | 윤금순     | 문정림     |
| 2  | 김정록   | 최동익     | 이석기     | 김영주     |
| 3  | 윤명희   | 은수미     | 김재연     |            |
| 4  | 조명철   | 홍종학     | 정진후     |            |
| 5  | 강은희   | 진선미     | 김제남     |            |
| 6  | 주영순   | 김용익     | 박원석     |            |
| 7  | 신의진   | 배재정     |            |            |
| 8  | 이상일   | 백군기     |            |            |
| 9  | 이에리사 | 남인순     |            |            |
| 10 | 이만우   | 김광진     |            |            |
| 11 | 박근혜   | 한정애     |            |            |
| 12 | 안종범   | 김기준     |            |            |
| 13 | 김현숙   | 장하나     |            |            |
| 14 | 김장실   | 김기식     |            |            |
| 15 | 이자스민 | 한명숙     |            |            |
| 16 | 최봉홍   | 도종환     |            |            |
| 17 | 류지영   | 김현       |            |            |
| 18 | 송영근   | 진성준     |            |            |
| 19 | 민현주   | 최민희     |            |            |
| 20 | 박창식   | 홍의락     |            |            |
| 21 | 손인춘   | 임수경     |            |            |
| 22 | 김상민   |            |            |            |
| 23 | 현영희   |            |            |            |
| 24 | 이재영   |            |            |            |
| 25 | 신경림   |            |            |            |

## 정당별 반응 및 분석

### 새누리당
결과적으로 새누리당은 취약 지역에서는 '선방'하였고, 전략 지역에서는 '승리'했다. 결국 새누리당은 단독 과반 의석인 152석을 확보하여 당초 우려와 여론조사와는 달리 보수층이 결집해 승리했다.
청와대에서는 여소야대 현상이 벌어질까 우려했지만, 새누리당 승리가 점차 확실해지면서 안도와 다행이라는 반응을 내보인 바 있다. 한편 수도권에서는 야권의 정권심판론이 유효해 새누리당이 패배하였으며, 특히 서울에서는 과거 탄핵정국으로 인해 제17대 총선 당시 열린우리당에 참패했던 한나라당과 동일한 의석밖에 획득하지 못하는 등 새누리당이 크게 고전하였다.
한편 새누리당이 서울에서 차지한 의석은 16석으로, 절반 이상은 용산·강남4구를 비롯한 부유층 거주 지역이다. 반대로 서울 비강남권에서 겨우 8석을 차지했지만 반면 영남에서는 대구, 경북, 울산에서 표를 쓸어담아 압도적으로 승리했고, 강원도에서 의석 수 전체에 해당하는 9석을 석권하며 과반 의석 확보의 결정적 계기로 삼았다. 또한 의석 수에서는 차이가 갈렸으나, 비례대표의 정당득표율이나 각 지역구에서 얻은 득표수의 합은 새누리당이 야권연대와 비교해 박빙이거나 오히려 밀리기까지 하는 상황으로, 대선을 앞둔 험난한 정국에서 어느 한 쪽도 독주하거나 긴장을 늦출 수 없도록 절묘한 힘의 균형을 이룬 상태라는 분석이 있다. 한편, 총선 후 같은 달 18일에는 김형태가, 20일에는 문대성이 탈당하면서 150석으로 감소해 결국 19대 국회가 개시되기 전 새누리당의 과반 의석이 깨지게 되었다.

### 민주통합당
민주통합당은 수도권에서 승리했으나 수도권 열세지역에서 완패하고 역시 부진했다. 지난 18대 총선에 패배했던 치욕적인 악몽을 설욕했지만 그러나 나머지 지역에서는 좋은 결과를 내지 못하였다. 특히 대구·경북,강원도에서 단 하나의 의석도 얻지 못하였고, 부산·경남·울산에서도 일부 의석을 획득했을 뿐 예상만큼의 반향을 일으키지는 못하였다. 결국 과반 의석은 새누리당이 얻게 되었고, 박선숙 민주통합당 선거대책본부장은 투표 당일 오후 11시경 "국민들의 선택을 겸허히 받아들이겠다"며 패배를 인정하였다. 대체적으로 한명숙 민주통합당 대표의 무능, 전략 부재, 공천 잡음, 그리고 특히 선거 막바지 서울 노원구 갑 김용민 후보의 막말 파문 이 크게 번져 쟁점화된 상황이 패배의 주요 원인으로 분석되고 있다. 다만 18대 국회와 비교해 이번 총선에서는 새누리당의 의석이 상당수 줄어들어 가까스로 과반을 넘는 정도로 세가 축소된 반면, 민주통합당은 100석도 얻지 못해 완패했던 지난 국회보다 큰 폭으로 의석이 증가하여 민주통합당 단독으로도 새누리당의 강행처리를 대부분 막을 수 있게 되었다. 더군다나 통합진보당과 연대한다면 과반에 가까운 140석을 확보하게 돼 19대 국회에서는 이전보다 적극적으로 새누리당에 대한 견제가 가능해진 상태이다.

### 통합진보당
통합진보당은 이번 총선에서 13석을 획득해 원내교섭단체 구성에는 실패했지만 18대 국회 민주노동당 시절, 5석에 그쳤던 것과 비교하면 눈에 띄는 성과를 얻었다. 하지만 비례대표 부정 경선 사건이 일어나고 통합진보당은 공중 분해되고 만다.
이정희 공동대표는 "수도권에서 변화의 열망과 야권연대에 대한 지지가 확인됐다. 부족한 점 보완해서 정권교체로 기대에 부응하겠다."고 밝혔다.

### 자유선진당
자유선진당은 18대 총선에서 대전·충남에서의 선전을 기반으로 지역구 14석, 비례대표 4석을 포함 18석을 얻었으나, 19대 총선 결과 고작 5석을 획득하는데 그쳐 세력이 크게 저하, 원내 제3당을 통합진보당에 넘겨주게 되는 등 참패하였다. 자유선진당 문정림 대변인은 "오늘의 어려운 시련을 딛고 새롭게 도약하는 참된 보수정당으로 힘차게 자리매김하겠다"고 밝혔다. 이후 이번 선거로 인해 당의 존폐가 논의되었고 결국 19대 대선을 앞두고 새누리당에 합당하는 방식으로 해산되었다.

### 기타 군소 정당
기타 군소정당들은 모두 정당지지율이 2% 이하이고 지역구 의석을 배출하지 못하여 총선이 끝난 다음날 전부 자동 해산되었다. 일부 정당들은 다음번에 재창당하겠다는 뜻을 밝혔다.

## 특징
이번 선거부터 국외 부재자 선거와, 재외국민 선거가 실시되었다. 단, 재외국민은 지역구 후보를 뽑을 수 없으며 비례대표만 뽑을 수 있다. 또한 SBS는 선거 주제곡 〈코끼리를 움직여〉를 발표하였다.

## 논란
- 서울특별시 강남을 선거구에서 일부 투표함에서 투표봉인이 제대로 되지 않아, 중앙선거관리위원회측에서는 문제가 없는 투표함에 대해 개표를 하였지만 정동영 민주통합당 후보와 민주통합당 측은 중단을 요구하였다.[44] 하지만 선관위는 문제가 없다고 밝혔다.[45]
- 부경대학교의 과학생회장이 학생들의 명의를 도용해 부재자 투표 신청을 한 뒤 투표용지를 임의로 폐기해 200여 명의 학생 유권자들이 투표를 할 수 없게 만들었다는 신고가 중앙선거관리위원회에 접수되어 조사를 하고 있다.[46]
- 새누리당 홍사덕 후보가 선거 당일 선거운동을 한 혐의로 중앙선거관리위원회가 경찰에 고발해 수사를 하고 있다.[47]
- 선거 전일 중앙선거관리위원회의 홈페이지 내투표소찾기 서버가 디도스 공격당하였다.[48]
- 새누리당이 전국에서 선거 당일에 투표장 앞에 '투표해 주십시오.'라는 문구와 함께 새누리당 로고가 그려진 스티커를 붙이거나, 후보와 유세차량들이 투표장 앞에서 유세를 하기도 했다. 통합진보당 후보들도 선거 당일 통합진보당의 로고와 기호가 그려진 어깨띠를 매고 투표를 독려하여 논란이 되었다.

## 참고 문헌
- 대한민국 법률 제11116호, 2011.12.2, 타법개정
- 『제19대 국회의원선거총람 : 2012.4.11. 시행』(중앙선거관리위원회 선거1과 2012)

## 같이 보기
- 대한민국 제19대 국회의원 목록
- 대한민국 제20대 국회의원 선거